# Рива Агуэро, Хосе де ла
Хосе де ла Рива Агуэро (исп. José de la Riva Agüero; 3 мая 1783, Лима, — 21 мая 1853, там же) — перуанский политический и военный деятель, Великий Маршал Перу (1823), историк, дважды был президентом Перу.

## Биография
Детство провёл в Испании, там же получил образование, участвовал в войне с Наполеоном. В 1809 году вернулся в Перу, где участвовал в антиколониальном заговоре и войне за независимость Перу. В 1822 году Хосе де Сан-Мартин назначил де ла Рива Агуэро префектом Лимы.
После отъезда Сан-Мартина из страны и последовавшей в связи с этим социальной и политической неустойчивости, 26 февраля 1823 года Андрес де Санта-Крус поднял восстание с целью привода к власти де ла Рива Агуэро. После восстания де ла Рива Агуэро объявил себя президентом Перу, впервые использовав в Перу термин «президент» для обозначения должности главы государства.
Правление Агуэро было недолгим — в Перу вторглись испанские войска, и президент с правительством эвакуировались в Кальяо, после чего Агуэро полностью лишился поддержки Конгресса, который ожидал прибытия Симона Боливара. Конгресс был полон решимости выдать все полномочия Боливару для оказания помощи и укрепления молодого государства. Позже Агуэро был смещён с поста президента прибывшим в Перу соратником С. Боливара генералом Антонио Хосе Сукре.
Боясь окончательной потери власти и влияния, де ла Рива Агуэро стремился примириться с вице-королём, но был арестован по обвинению в государственной измене и заключён под стражу перуанскими властями. Впоследствии он был сослан в Гуаякиль, откуда перебрался в Европу, а затем в 1828 году вернулся в Америку — вначале в Чили, где написал книгу «Воспоминания и документы для истории независимости Перу и причины плохого успеха этого» (исп. Memorias y documentos para la Historia de la Independencia del Perú y causas del mal éxito que ha tenido ésta), эта книга является важнейшим источником по истории того времени. В Перу возвратился в 1833 году.
Во время недолгой Перу-боливийской конфедерации Агуэро поддержал Санта-Круса и стал президентом Северного Перу. После краха конфедерации удалился от общественно-политической жизни. Его сын от брака с бельгийской принцессой Лоонской в 1872—75 годах занимал пост министра иностранных дел.